# Antonio Beltrando
Antonio Beltrando ou Antonio Trombetta (falecido a 5 de Maio de 1476) foi um prelado católico romano que serviu como bispo de Reggio Emilia (1466–1476).

## Biografia
No dia 28 de Maio de 1466, Antonio Beltrando foi nomeado bispo de Reggio Emilia durante o papado de Paulo II, onde serviu como bispo até à sua morte a 5 de Maio de 1476. Enquanto bispo, foi o co-consagrador principal de Pietro Mattei, bispo de Sant'Agata de' Goti (1469).